# 布羅克湖
53°58′27″N 12°04′46″E / 53.97420°N 12.07952°E

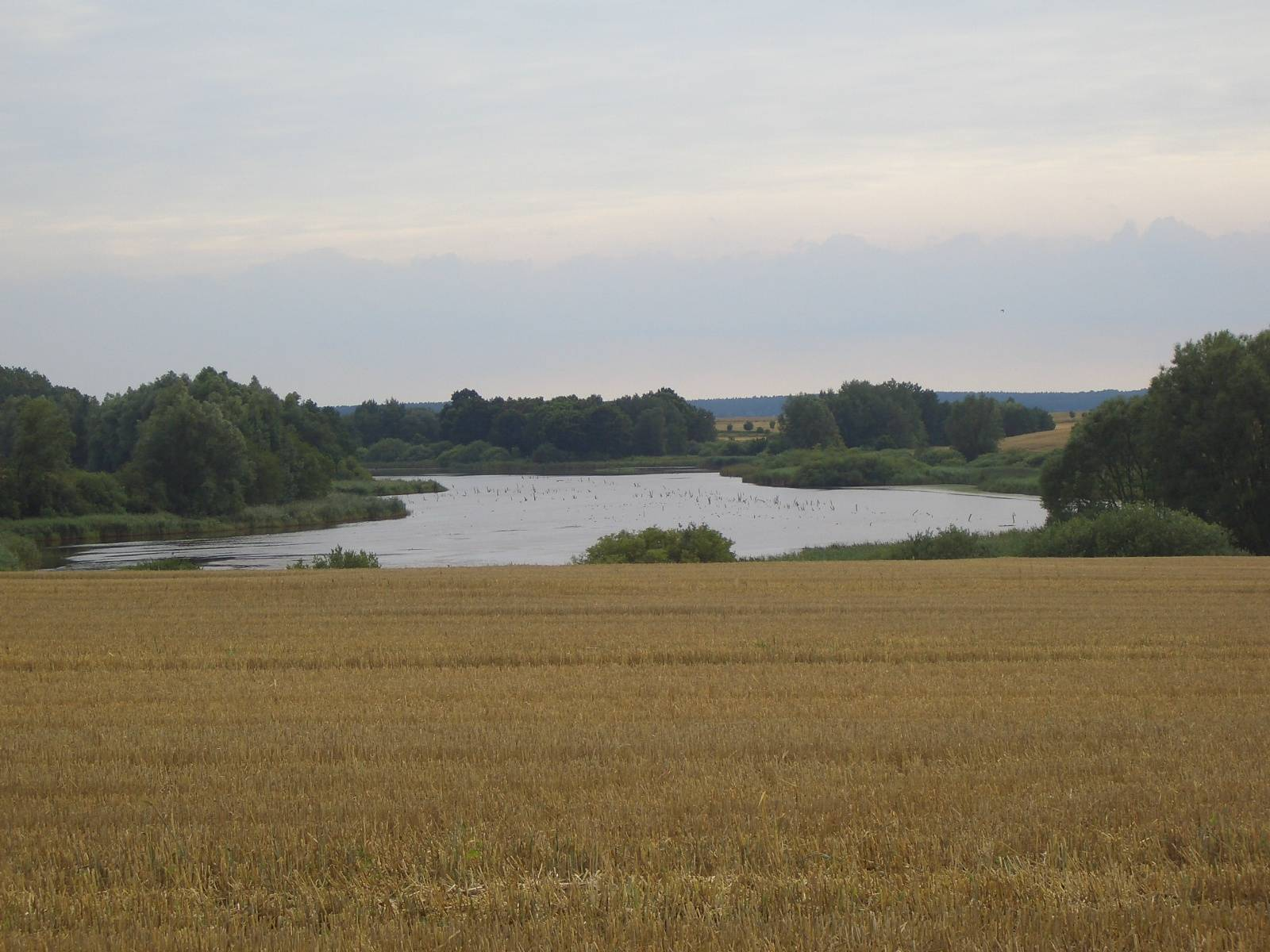

布羅克湖（德語：Brooksee），是德國的湖泊，位於該國東北部，由梅克倫堡-前波美拉尼亞州負責管轄，處於羅斯托克縣，長0.7公里、寬0.1公里，面積0.11平方公里，海拔高度24米。